# 駐日ネパール大使館

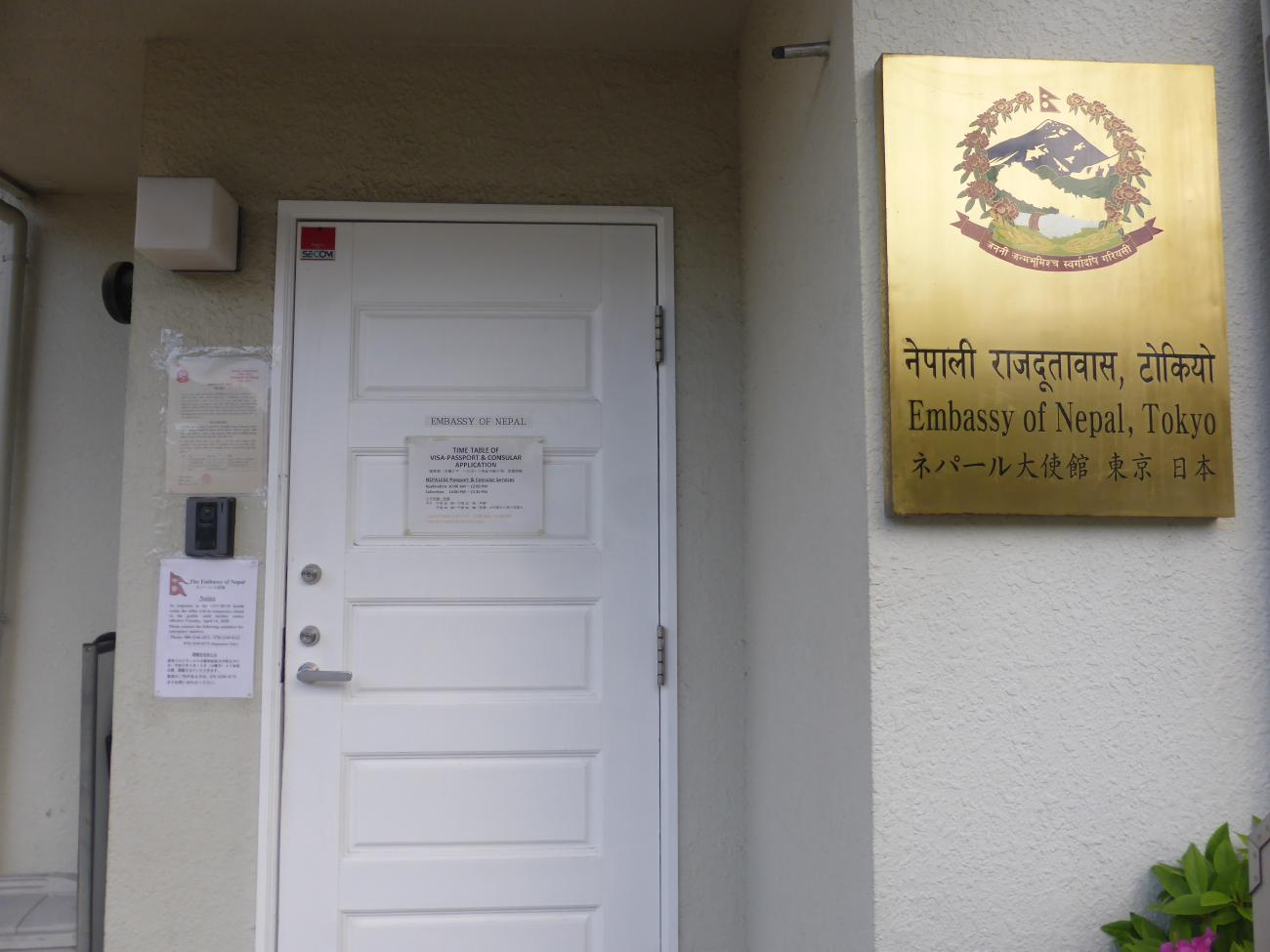
ネパール大使館表札

駐日ネパール大使館（ネパール語: नेपाली दूतावास जापान、英語: Embassy of Nepal in Japan）は、ネパールが日本の首都東京に設置している大使館である。在東京ネパール大使館（ネパール語: नेपाली दूतावास टोकियो、英語: Embassy of Nepal in Tokyo）とも。

## 沿革
1956年9月1日に日本とネパール王国の間で外交関係が樹立され、同年中に駐日ネパール王国大使館が開設された。
2008年5月28日にネパールで王制が廃止されて共和制へ移行したが、駐日大使館は閉鎖されずに駐日ネパール連邦民主共和国大使館として存続し、日本との国交や大使交換はその後も維持されている。

## 所在地
| 日本語     | 〒153-0064 東京都目黒区下目黒6-20-28 福川ハウスB                  |
| ネパール語 | फुकुकावा हाउस ‘B’, ६-२०-२८, सिमो मेगुरो, मेगुरो कु, टोकियो १५३-००६४                |
| 英語       | Fukukawa House B, 6-20-28, Shimomeguro, Meguro-Ku, Tokyo 153-0064 |

- アクセス：JR山手線/東京メトロ南北線/都営三田線/東急目黒線目黒駅西口から徒歩20分

## 大使
2022年11月7日より、ドゥルガ・バハドゥール・スベディが特命全権大使を務めている。
歴代大使からは、財務大臣および中央銀行総裁を輩出している。1975年から1979年にかけて駐日大使を務めていたヤダブ・パントが、財務大臣と中央銀行総裁を歴任している。